# 올보르시
올보르시(덴마크어: Aalborg Kommune)는 덴마크 북윌란 지역에 위치한 지방 자치체로 행정 중심지는 올보르이며 면적은 1,140km2, 인구는 197,426명(2010년 기준)이다. 윌란반도 북부에 위치한다.